# Podtschinny

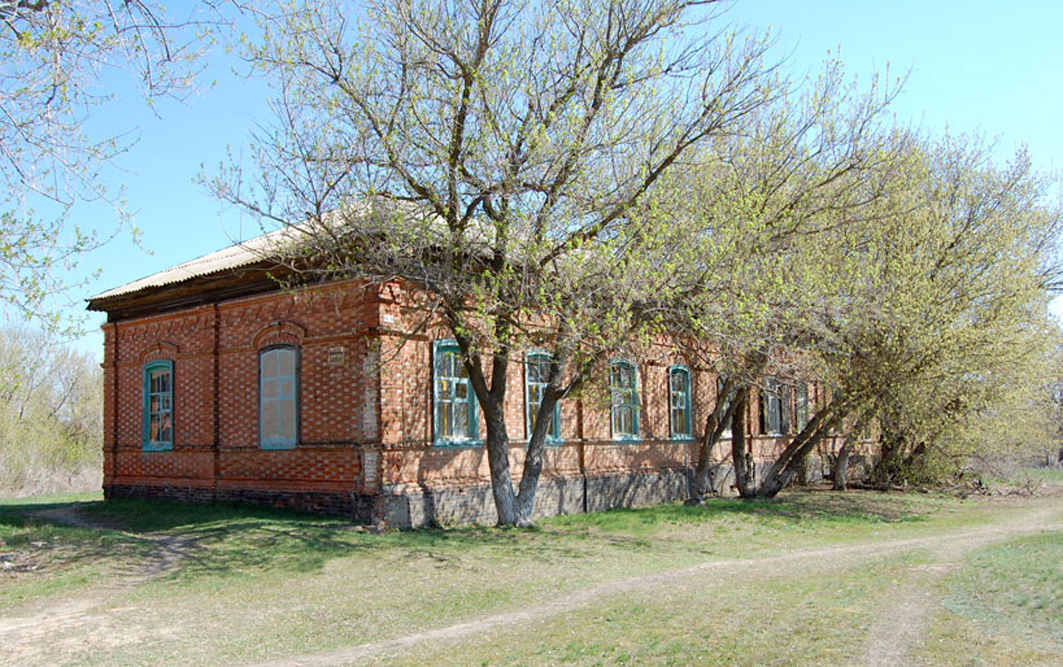
Wohnhaus in Kratzke, Baujahr 1908

Podtschinny (russisch Подчинный, auch Podtschinnoje (russisch Подчинное), bis 1941 Kratzke) ist eine Siedlung in der Oblast Wolgograd (Russland), die im 18. Jahrhundert von Wolgadeutschen gegründet wurde.

## Geographie
Podtschinny liegt zwischen den Städten Saratow und Wolgograd beim Dorf Aleschniki (bis 1941 Dittel). Es gehört zur Landgemeinde Aleschnikowskoje selskoje posselenije des Rajons Schirnowsk.

## Geschichte

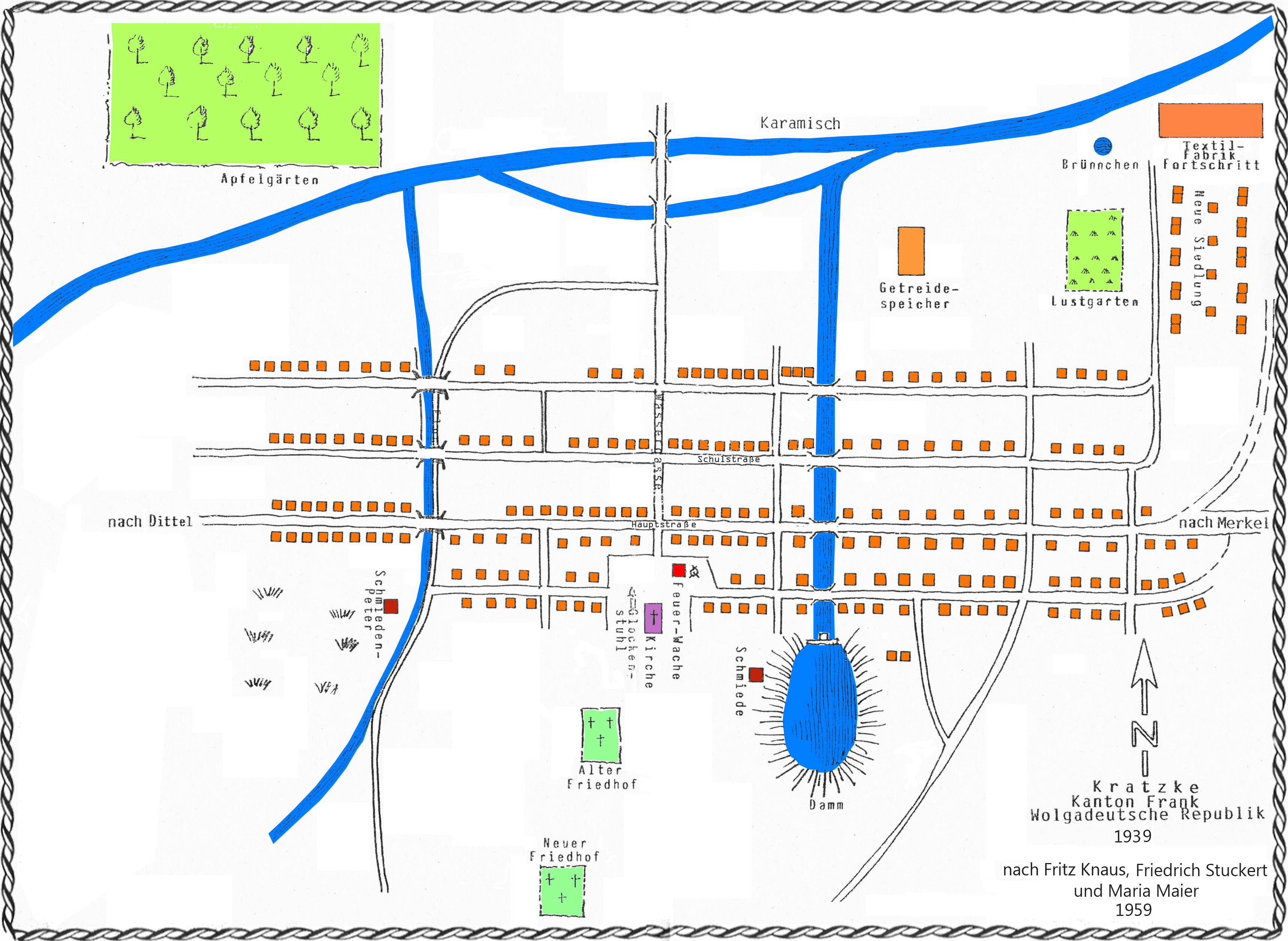
Siedlungsplan von Kratzke, 1939

Die Kolonie Kratzke wurde am 7. August 1767 gegründet, als die erste Gruppe von deutschen Kolonisten angekommen war. Die ersten 34 Familien kamen aus der Pfalz, Preußen und Hannover. 
Diese Kolonie war eine von denen, die von Baron de Boffe gegründet wurden. Sie wurde nach Adam Kratzke benannt, dem Anführer der ursprünglichen Kolonistengruppe, die sich dort niedergelassen hat. Der erste statistische Bericht über Kratzke wurde von Graf Orlow für Kaiserin Katharina II. am 14. Februar 1769 zusammengefasst. Der Bericht beschreibt, dass 127 Einwohner (67 Männer und Jungen und 60 Frauen und Mädchen) in Kratzke lebten, insgesamt 34 Familien. Diese Familien hatten 47 Pferde, 13 Arbeitsochsen, 69 Kühe und Kälber sowie 6 Schweine. Es gab insgesamt 48 Häuser in der Kolonie zu dieser Zeit. Seit den ersten Tagen gab es eine Schule. 1904 gab es 200 Schüler, das Schulgeld betrug 5 Kopeken pro Schüler, der Lehrer verdiente 450 Rubel.
Im August 1774 wurde die Kolonie von dem berüchtigten Rebellenführer Pugatschow und seinen Anhängern beraubt. Am 11. Oktober 1798 wurde ein Bericht des Einwandereramtes über den Zustand der Kolonie und ihrer Bewohner zusammengefasst. Laut dem Bericht waren fast alle Familien in der Landwirtschaft tätig. Es gab aber auch einen Färber und zwei Schuhmacher. Eine Mühle stand am Fluss Karamysch, der entlang des nördlichen Rands der Kolonie verlief.

## Bevölkerungsentwicklung
| Jahr | Einwohner |
| ---- | --------- |
| 1767 | 129       |
| 1769 | 127       |
| 1773 | 137       |
| 1788 | 166       |
| 1798 | 213       |
| 1816 | 339       |
| 1834 | 663       |
| 1850 | 1012      |
| 1857 | 1214      |
| 1859 | 1223      |

| Jahr | Einwohner |
| ---- | --------- |
| 1886 | 1213      |
| 1891 | 1907      |
| 1894 | 1928      |
| 1904 | 2233      |
| 1910 | 2458      |
| 1912 | 2497      |
| 1920 | 1577      |
| 1926 | 1456      |
| 1931 | 2171      |
| 1939 | 2188      |

## Bauten
Von 1768 bis 1927 gab es in Kratzke eine lutherische Kirche. Das letzte Kirchengebäude wurde 1899 errichtet.

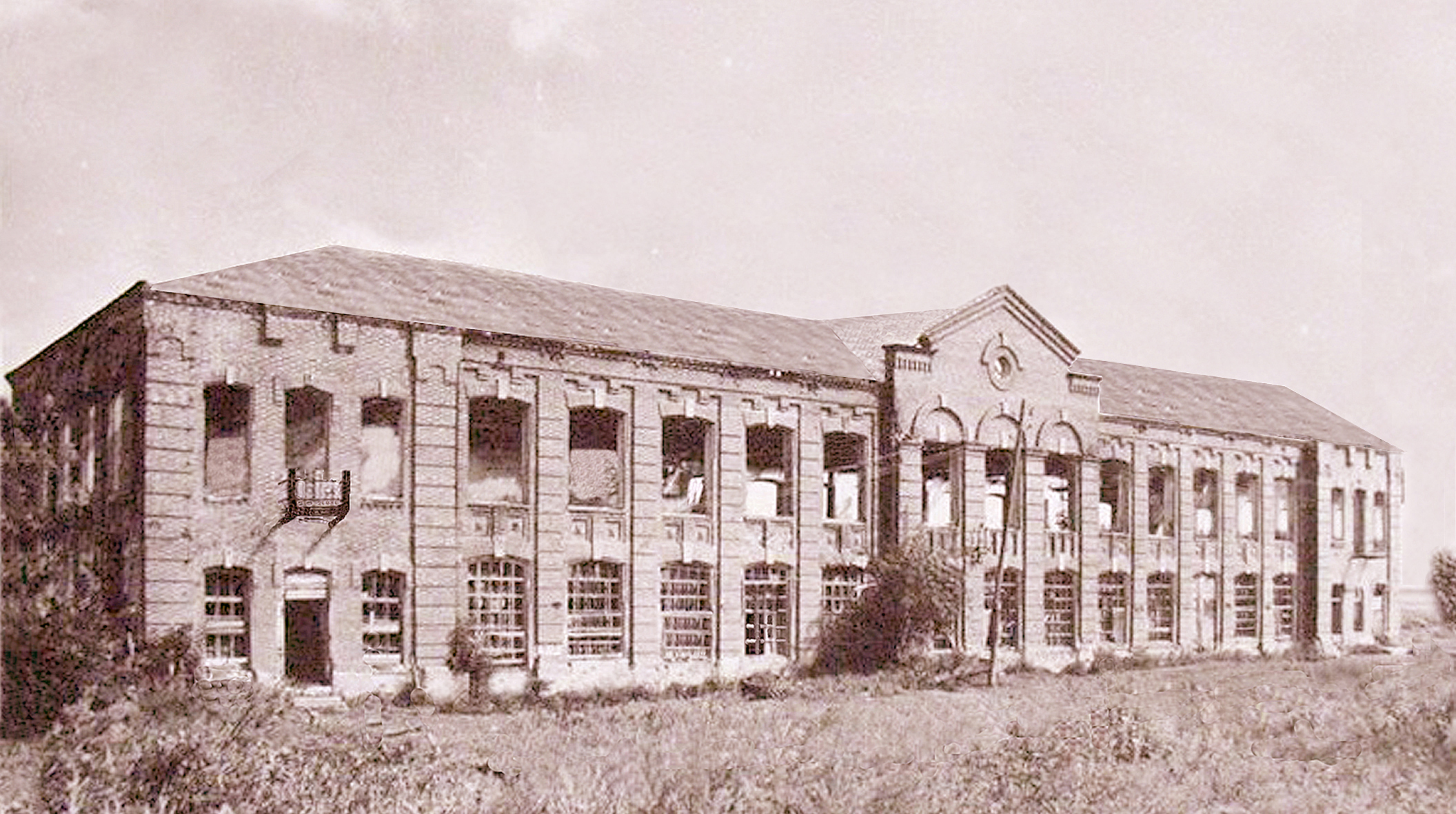
Backsteingebäude der Textilfabrik von Kratzke. Baujahr 1904, Aufnahme 1984.

1904 wurde in Kratzke eine Textilfabrik vom Unternehmer A. Meyer gebaut. Der Antrieb von Webmaschinen erfolgte durch die Wasserkraft des Flusses Karamysch. Anfänglich gab es circa 80 Arbeitskräfte. 1927 wurde die Fabrik verstaatlicht und erhielt den Namen „Fortschritt“. 1937 schrieb die Zeitung „Stoßbrigadler“ (eine der Wolgadeutsche-Zeitungen; Nummer 116 vom 9. Oktober): „Die Kratzker Textilfabrik Fortschritt im Franker Kanton begann mit der Massenproduktion neuer Webstoffe der Baumwolle Halbseidenschatlanka. Das neue Gewebe ist dauerhaft und schön. Die Fabrik fertigt täglich bis 2,5 tausend Meter an.“ Im August 1941 kam die Produktion zum Erliegen, als alle deutschen Einwohner nach Sibirien deportiert wurden. Später, als mehrere Flüchtlingsfamilien aus der Ukraine in der Ortschaft angesiedelt waren, fertigte die Fabrik einige Jahre einen Persenning-Stoff. Ende der 1990er Jahre wurde das Fabrikgebäude zerstört.